# Håbol
Håbol är en småort i Dals-Eds kommun och kyrkbyn i Håbols socken i Dalsland.
Håbols kyrka ligger här.
Orten fick egen poststation med namnet Håbol 1875. Den drogs in 14 november 1970.